# Holin oksidaza
Holin oksidaza (EC 1.1.3.17, holinska oksidaza) je enzim sa sistematskim imenom holin:kiseonik 1-oksidoreduktaza. Ovaj enzim katalizuje sledeću hemijsku reakciju
holin + 2 O2 +2O {\displaystyle \rightleftharpoons } betain + 2H2O2 (sveukupna reakcija)
(1a) holin + O2 {\displaystyle \rightleftharpoons } betain aldehid +2O2
(1b) betain aldehid + O2 +2O {\displaystyle \rightleftharpoons } betain +2O2
Ovaj enzim je flavoprotein (FAD). Kod mnogih bakterija, biljki i životinja, osmoprotektant betain se sintetiše koristeći različite enzime koji katalizuju konverziju: (1) holina u betainski aldehid i (2) betain aldehida u betain.

## Literatura
- Nicholas C. Price; Lewis Stevens (1999). Fundamentals of Enzymology: The Cell and Molecular Biology of Catalytic Proteins (Third изд.). USA: Oxford University Press. ISBN 019850229X.
- Eric J. Toone (2006). Advances in Enzymology and Related Areas of Molecular Biology, Protein Evolution (Volume 75 изд.). Wiley-Interscience. ISBN 0471205036.
- Branden C; Tooze J. Introduction to Protein Structure. New York, NY: Garland Publishing. ISBN 0-8153-2305-0.
- Irwin H. Segel. Enzyme Kinetics: Behavior and Analysis of Rapid Equilibrium and Steady-State Enzyme Systems (Book 44 изд.). Wiley Classics Library. ISBN 0471303097.

## Spoljašnje veze
- Choline+oxidase на 